# Шевалье, Бернар
Берна́р Шевалье́ (фр. Bernard Chevallier, 4 октября 1912, Шартр, Франция — 6 апреля 1997) — французский конник, олимпийский чемпион 1948 года в индивидуальном троеборье.
На Олимпиаде-1948 в Лондоне выступал на жеребце Эйлонн (фр. Aiglonne) и опередил американца Фрэнка Генри, завоевавшего серебро, и шведа Роберта Сельфельта, выигравшего бронзу.
За всю историю Олимпийских игр кроме Шевалье лишь один француз выиграл золото в индивидуальном троеборье — в 1968 году в Мехико победил Жан-Жак Гийон.